# لابولبينانية
اللابولبينانية (الاسم العلمي:Laboulbeniomycetes) هي طائفة من الفطريات تتبع شعيبة الفنجانينيات من شعبة الفطريات الزقية.

## التصنيف
- الطائفة اللابولبينانية
  - رتبة اللابولبينيات
    - الفصيلة اللابولبينية
      - جنس اللابولبينة